# Wegbachsiedlung

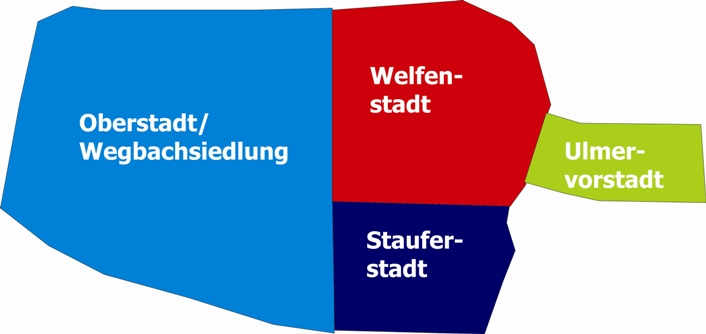
Die historischen Memminger Stadtteile

Die Wegbachsiedlung, auch Oberstadt oder Kempter Vorstadt genannt, ist ein historisches Stadtviertel der oberschwäbischen Stadt Memmingen. Es ist Teil des unter Denkmalschutz stehenden Ensembles Altstadt Memmingen.

## Lage
Die Wegbachsiedlung besteht aus dem größten Teil der Memminger Altstadt und reicht vom Weinmarkt im Norden bis zur Stadtbefestigung im Süden. Umgrenzt wird der Altstadtteil im Süden und Westen von der Stadtmauer, im Osten von der Bahnhofstraße. Im Norden bilden Schweizerberg, Roßmarkt, Weinmarkt und die Maximilianstraße die Grenze.

## Geschichte

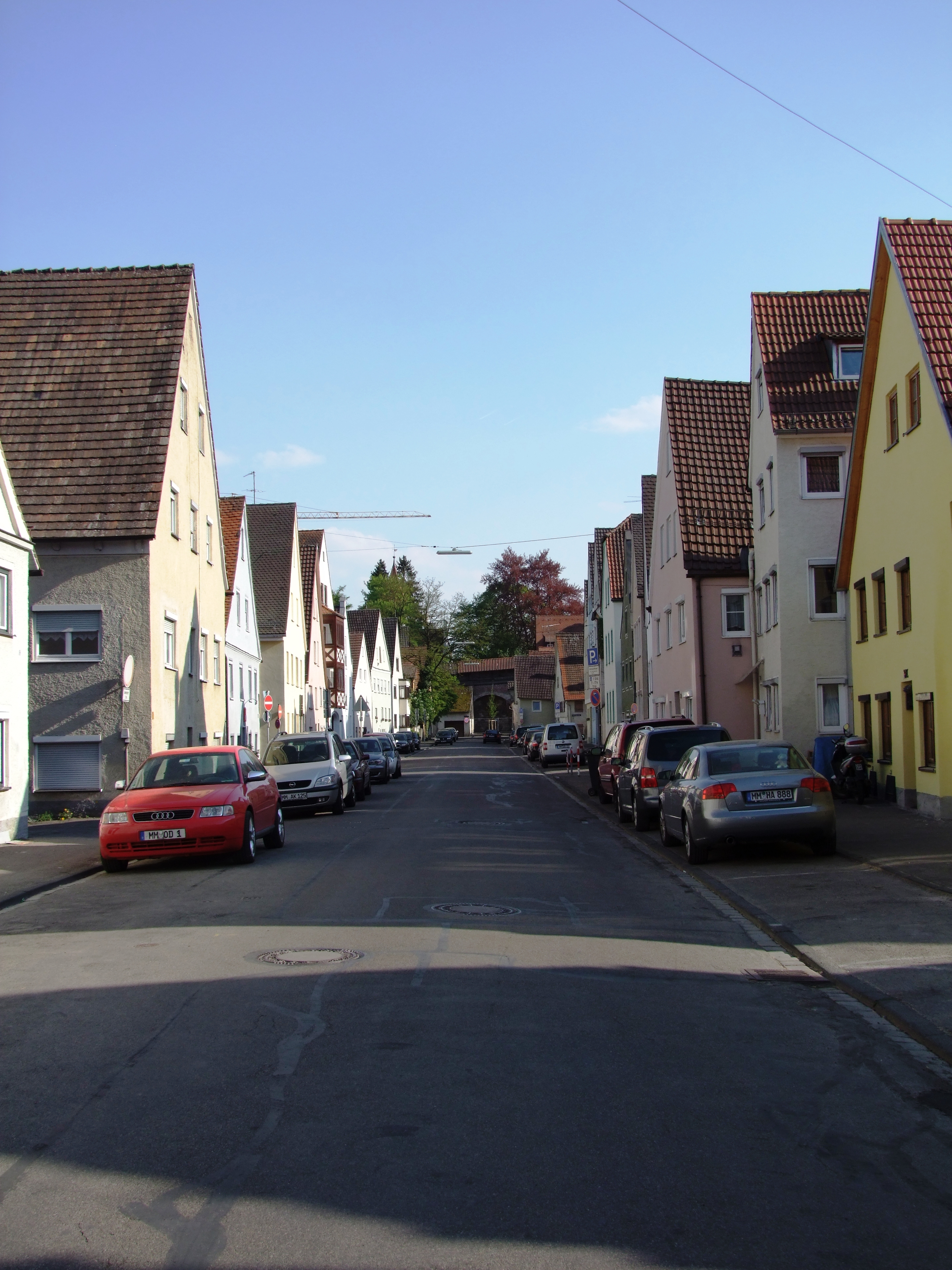
Weberstraße, alte gotischer Straßenabschnitt mit Häusern aus dem 16. und 17. Jahrhundert

Die Wegbachsiedlung ist ein sehr alter Stadtteil und lag vor der alten Welfenstadt. Beim Abbruch des Elsbethenklosters konnte nachgewiesen werden, dass dort bereits im 12. Jahrhundert Häuser standen. Die Kirche Unser Frauen  wird in frühesten Quellen bereits als Memminger Pfarrkirche genannt, obwohl sie am südlichen Rand der Wegbachsiedlung lag. Erstmals ummauert und damit in die Stadt Memmingen einbezogen wurde die Wegbachsiedlung im Jahre 1329. Man ummauerte den Bereich und schuf mit dem Lindauer Tor, dem Kempter Tor und dem lediglich für Fußgänger passierbaren Lindentörlein drei Stadttore. Die Hohe Wacht wurde im 15. Jahrhundert mit einem großen Rondell versehen und gehörte damit zu den am besten bewehrten Teil der Stadtbefestigung. Im südlichen Bereich der Wegbachsiedlung waren der Scharfrichter und das Frauenhaus (Bordell) untergebracht. Das Kempter Tor war das Haupttor in Richtung Süden, am Galgenberg befand sich der städtische Galgen.
Der größte Umschlageplatz für Korn in Oberschwaben war die Memminger Schranne. Diese aus drei Gebäuden bestehende Handelsanlage stand auf dem Schrannenplatz und dem Theaterplatz. Im 19. Jahrhundert wurde das Lindentörlein für den Bau eines Bahngleises zur Großen Schranne abgebrochen.

## Architektur
Die Architektur der Wegbachsiedlung ist vor allem von alten Stadtbauernhöfen, Weber- und Gerberhäusern geprägt. Stadtbildprägende Gebäude sind das Siebendächerhaus, die Frauenkirche und weitere, meist kleinere Gebäude. Der zentrale Platz der Wegbachsiedlung ist der bis in die Mitte des 20. Jahrhunderts bebaute Schrannenplatz. Der östliche Teil der Wegbachsiedlung wurde im Zweiten Weltkrieg stark in Mitleidenschaft gezogen und viele der meist kleineren Wohnhäuser gingen verloren und wurden durch neue Häuser ersetzt. Der westliche Teil ist in großen Teilen noch in der Originalbebauung des 16. und 17. Jahrhunderts erhalten.